# Municipio de Rojas de Cuauhtémoc
El municipio de Rojas de Cuauhtémoc es uno de los 570 municipios que conforman al estado mexicano de Oaxaca, es un municipio de origen español ubicado dentro de la región valles centrales. Su cabecera es la localidad de Rojas de Cuauhtémoc.

## Geografía
Se ubica en las coordenadas 96°37′5″ de longitud oeste del meridiano de Greenwich, 17°00′18″ de latitud norte, abarcando una superficie de 24.25 km², a una altitud promedio de 1,570 m s. n. m. (metros sobre el nivel del mar) oscilando entre 2400 y 1500 m s. n. m.en donde se encuentra la mayor parte de asentamiento urbano.
Colinda al norte con los municipios de Tlalixtac de Cabrera y Santa María del Tule; al este con Santa María del Tule, San Francisco Lachigoló, Santa María Guelacé y San Sebastián Abasolo; al sur con San Sebastián Abasolo y San Agustín de las Juntas; al oeste con San Agustín de las Juntas, Tlalixtac de Cabrera y San Antonio de la Cal.

### Relieve
Su relieve se encuentra formado por zonas planas que son parte de las planicies del Valle de Oaxaca, además de zonas accidentadas conformadas en su mayoría por faldas de montañas y desniveles, además de contar con montañas y cerros que forman parte de una cordillera montañosa que se extiende hacia el suroeste del territorio municipal.

### Clima
Su clima es semicálido, semiseco, con lluvias en el verano, con temperaturas en esta estación mayores de 18 °C y en invierno heladas moderadas. Sus vientos dominantes provienen del este.

### Hidrografía
Las fuentes de agua con que cuenta el municipio proceden del río Salado, que recogen el agua del Valle de Tlacolula, recorre a la población de este a oeste y se interna en terrenos de Santa María el Tule en dirección al centro de Oaxaca. En épocas de sequía el río se encuentra con poca agua, pero en épocas de lluvia crece considerablemente.
Además de contar con 2 represas y lagunas que se encuentran distribuidas en el territorio municipal, siendo parte importante de retención de agua.

### Flora y Fauna
La vegetación es variada, con ecosistemas de llanuras, montañas y zonas accidentadas que propician ecosistemas como los chaparrales, pastizales y bosques de encino en las partes más elevadas de las montañas.
La diversidad de terrenos hacen que sea un poco variado su entorno, con árboles espinosos en las zonas de chaparral como los mezquites, huizache, zarzas espinosas, rompe capa (arbusto espinoso de gran altura), así como huamúchil, guaje, sauces, carrizo, en las zonas de los ríos y cercanas a fuentes de agua, mientras que en las zonas más elevadas la vegetación es de árboles de encino que forman bosque bajo caducifolio, compuesto también por higueras. 
Su fauna es variada, compuesta principalmente por: conejo, cacomixtle, zorros, coyotes, venados, tlacuache, comadreja, liebre, tuza, zorrillo, víboras de cascabel, palomas, gavilanes, gorriones, quebrantahuesos, patos, cenzontle y colibríes.

## Reseña histórica
Se conoce que en esta región del valle de Oaxaca llegó una familia, el hombre Pedro Rojas originario de Miahuatlán de Porfirio Díaz y descendiente de franceses, quién llegó al valle de Oaxaca en 1602 y Ana María Ortega oriunda de este mismo lugar, quienes procrearon dos hijos de nombre Pedro y Eulipio, quienes según relatos llegaron tras un día de cacería a pedir agua a una familia de españoles en terrenos cercanos a Santa María el Tule, la familia española apellidados Quintanilla tenían una hija de nombre Alicia, quien se enamoró de Pedro Rojas uno de los hijos de la familia Francesa-mexicana.
Así se fundó el municipio de Rojas de Cuauhtémoc, poblándose mucho tiempo después con otras familias: los Ortega, los Díaz, los Martell, los García, los Gopar, los Hernández, los Reyes, los López, etc.
Aunque originalmente se llamó Barrio del Rosario, pasó por una serie de modificaciones su nombre original, siendo después Rancho de Santa María Rojas, para finalmente recibir el nombre de Rojas de Cuauhtémoc, en honor al último emperador azteca Cuauhtémoc, además de usar como nombre el apellido Rojas siendo en honor del primer fundador del pueblo llamado: Pedro Rojas, descendiente de franceses.
Dentro de las curiosidades del municipio se encuentra la toponimia del apellido español Rojas, que es uno de los apellidos más distribuidos dentro del territorio municipal y que reafirma la historia de la comunidad, así como ser parte del legado municipal representado por su nombre. 

## Territorio

Ubicación del territorio municipal de Rojas de Cuauhtémoc, Oaxaca. En color rojo el territorio municipal, mientras que en amarillo se resaltan los núcleos urbanos.

El municipio se encuentra localizado en la parte central del estado oaxaqueño, formando parte de las planicies del valle de Oaxaca y siendo uno de los municipios conurbados de la ciudad capital, se localiza a 19 kilómetros por carretera, distancia que toma un tiempo de traslado a la capital de 20 a 30 minutos dependiendo del tráfico.
El territorio municipal es relativamente amplio, considerando que gran parte de los municipios conurbados de la ciudad capital son relativamente pequeños como Santa Cruz Amilpas, San Sebastián Tutla, etc. aunque siendo municipios más urbanizados. Por su parte el territorio municipal ofrece diversos atractivos, con amplias planicies pero también con zonas montañosas. 

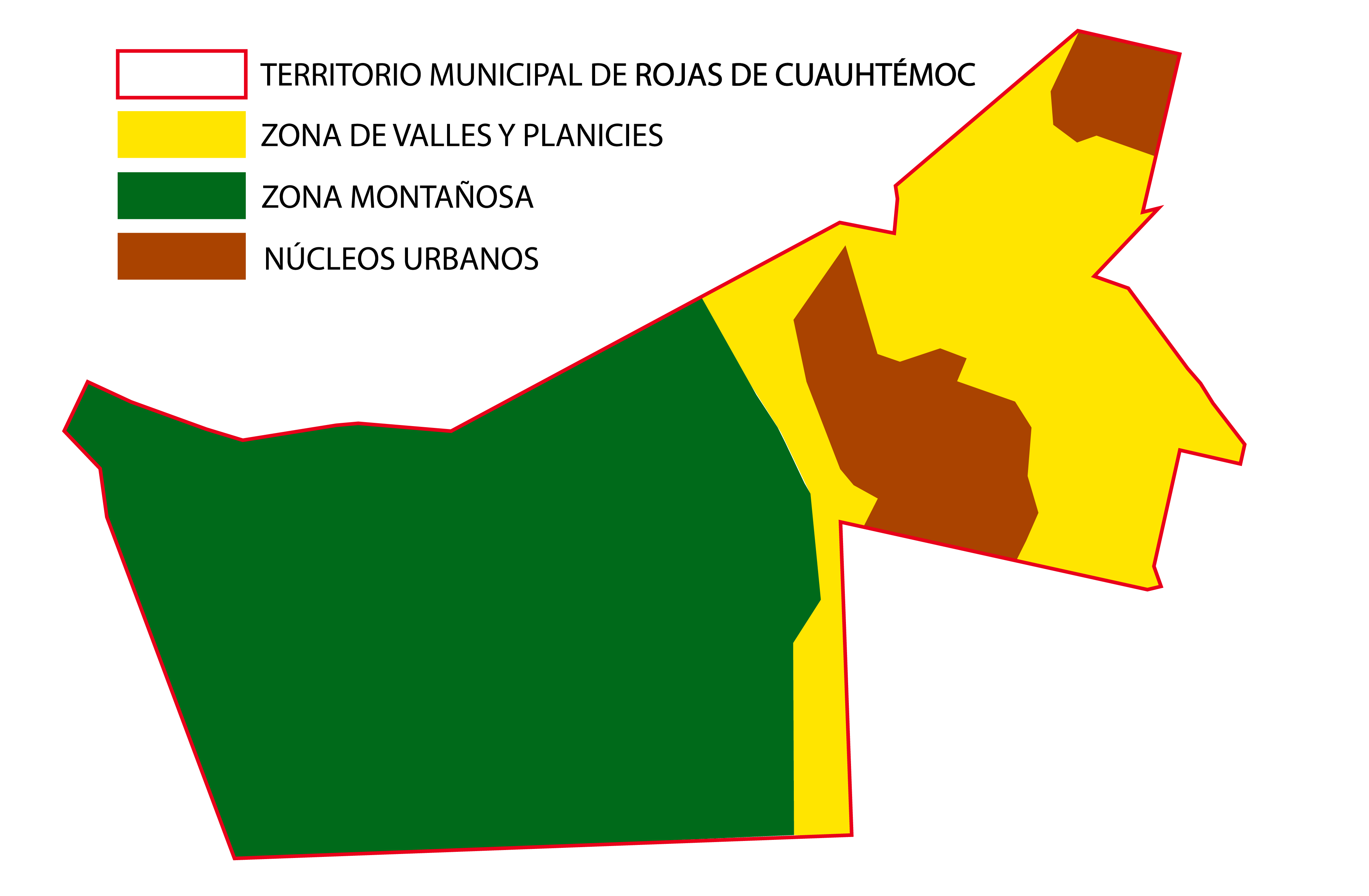
Territorio de Rojas de Cuauhtémoc, en donde la zona amarilla representa la zona de valle, la verde la zona montañosa y la café los núcleos urbanos de municipio

Las zonas urbanas se encuentran divididas en dos bloques, siendo la más grande correspondiente a la cabecera municipal de Rojas de Cuauhtémoc, mientras que la más pequeña se ubica al norte, y forma parte de terrenos ejidales cedidos al municipio en el reparto agrario llevado a cabo en Oaxaca en 1936 en la agencia de policía Santa Cruz Guendulain. 

## Demografía
De acuerdo al último censo, realizado por el INEGI en 2020, en el municipio habitan 1301 personas (48.7% hombres y 51.3% mujeres), repartidas entre 2 localidades.En comparación a 2010, la población en Rojas de Cuauhtémoc creció un 19.1%.
La población total de Rojas de Cuauhtémoc en 2020 fue 1,301 habitantes, siendo 51.3% mujeres y 48.7% hombres.
Los rangos de edad que concentraron mayor población fueron 25 a 29 años (107 habitantes), 5 a 9 años (107 habitantes) y 30 a 34 años (97 habitantes). Entre ellos concentraron el 23.9% de la población total del municipio.
Según el censo del INEGI en el año 2020, la población de Rojas de Cuauhtémoc mostró la presencia de un reducido grupo de personas hablantes de una lengua indígena, esto sin ser un municipio considerado por el INPI como indígena. La población de 3 años y más que habla al menos una lengua indígena fue de 20 personas, lo que corresponde a 1.54% del total de la población municipal.

## Educación
En 2020, los principales grados académicos de la población de Rojas de Cuauhtémoc fueron Primaria (335 personas o 33.4% del total), Secundaria (278 personas o 27.7% del total) y Preparatoria o Bachillerato General (171 personas o 17.1% del total), mientras que los estudios superiores abarcaron al 16.5% de la población, siendo una cifra similar al porcentaje de estudios medios superiores.
El municipio cuenta con una Institución de Educación Preescolar, el Jardín de Niños Netzahualcóyotl, siendo parte de las Instituciones de Educación Preescolar del sector público, registradas ante la Secretaría de Educación Pública (SEP), además de contar con una Institución de educación primaria, la Escuela Primaria Porfirio Díaz, así como con una Telesecundaria llamada Libertadores de América. 

## Festividades
- El Carnaval se celebra entre los meses de febrero o marzo

- El primer domingo de octubre se celebra la fiesta de la Virgen del Rosario

- El 15 de agosto se celebra la fiesta en honor de la Virgen de la Asunción[6]

## Economía

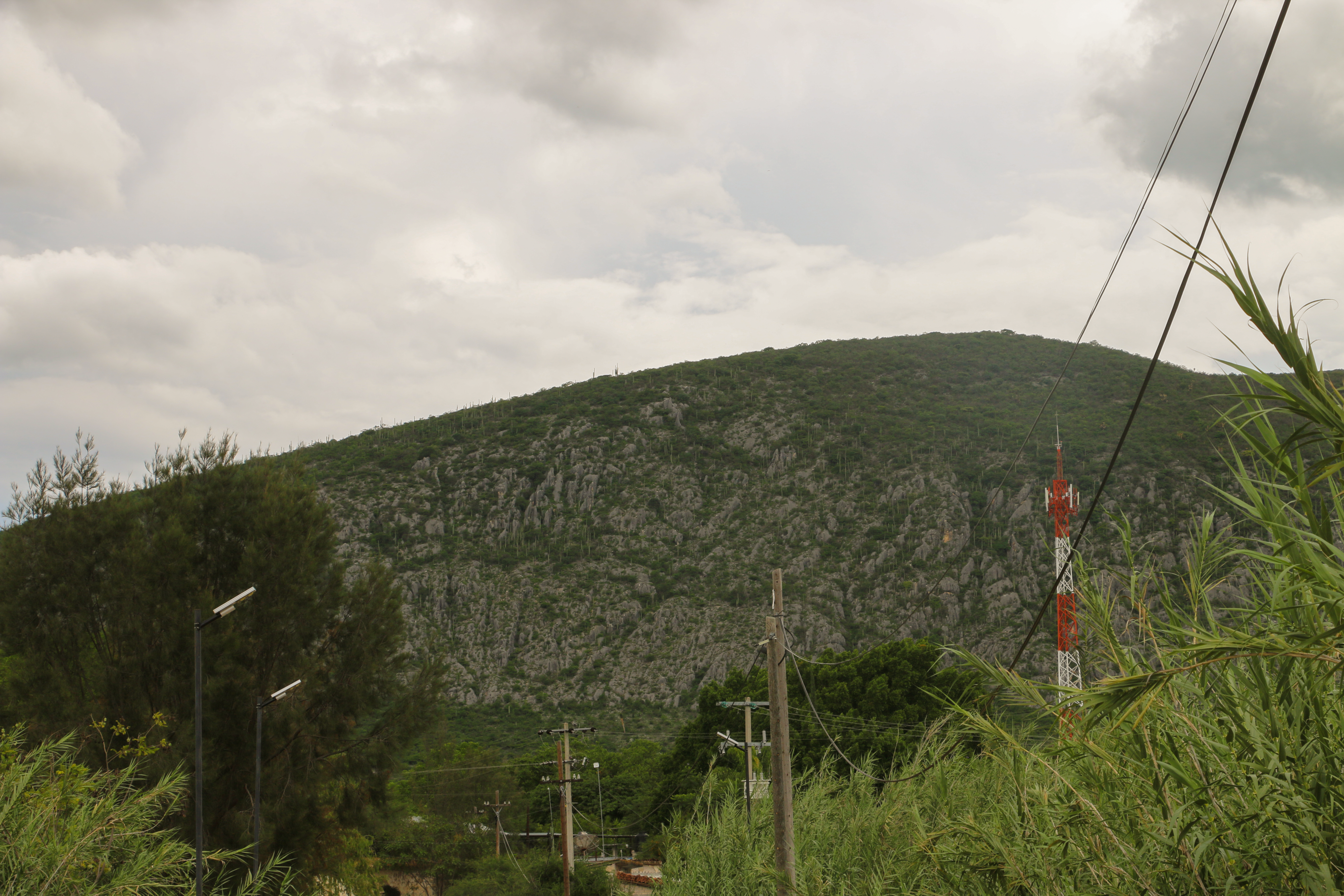
Montaña conocida como "El Yarit" localizada en Rojas de Cuauhtémoc, famosa por sus peñascos sobresalientes y escarpadas peñas.

La principal actividad económica dentro del municipio es la del sector primario siendo una de las actividades económicas más extendidas, en donde la mayor producción se encuentra acaparada por la ganadería y la agricultura, sin embargo el municipio también cuenta con actividades económicas del sector terciario, con comercios, tiendas, ferreterías, madererías, servicios de construcción, servicios de hospedaje y hoteles así como Airbnb, además de contar con servicios de escuelas de equitación.
El municipio al contar con montañas tiene lugares potenciales de turismo, a los que pequeñas afluencias de turistas especialmente de Canadá y E.E.U.U acuden anualmente a recorrer las cordilleras montañosas de Rojas de Cuauhtémoc con viajes a Caballo, Bicicletas MTB y racers, el potencial turístico también incluye lugares de interés como lagunas, peñas, peñascos, montañas, cuevas y demás zonas para excursiones siendo la más famosa "El Yarit" una montaña rocosa perteneciente al mismo municipio.